# Поцци, Никола
Никола Поцци (итал. Nicola Pozzi; 30 июня 1986, Сантарканджело-ди-Романья) — итальянский футболист, нападающий клуба «Сан-Донато».

## Карьера
Купленный Миланом у Чезены в январе 2004 года, он был последовательно отдан в аренду «Наполи» и «Пескаре», прежде, чем был отправлен в аренду в «Эмполи». «Эмполи», также как и «Милану» принадлежало 50 % прав на игрока. В 2008 году «Эмполи» выкупил у «Милана» вторую половину прав на Поцци.
9 декабря 2007 года Никола оформил покер в матче с «Кальяри». Однако 17 февраля 2008 года в матче с «Наполи» получил травму колена, в результате чего пропустил 6 месяцев и олимпийский турнир 2008 года. Летом 2009 года был отдан в аренду «Сампдории». 2 июля 2010 года «Сампдория» окончательно выкупила у «Эмполи» права на футболиста.

## Статистика
| Год выступления | Команда   | Серия    | Матчей | Голов |
| --------------- | --------- | -------- | ------ | ----- |
| 2002/03         | Чезена    | Серия C1 | 2      | 0     |
| 2003/04         | Чезена    | Серия C1 | 17     | 4     |
| 2004            | Милан     | Серия A  | 0      | 0     |
| 2004/05         | Наполи    | Серия C1 | 3      | 1     |
| 2005            | Пескара   | Серия B  | 4      | 0     |
| 2005/06         | Эмполи    | Серия A  | 24     | 2     |
| 2006/07         | Эмполи    | Серия A  | 30     | 5     |
| 2007/08         | Эмполи    | Серия A  | 17     | 7     |
| 2008/09         | Эмполи    | Серия B  | 32     | 12    |
| 2009/10         | Сампдория | Серия A  | 18     | 2     |
| 2010/11         | Сампдория | Серия A  | 22     | 6     |
| 2011/12         | Сампдория | Серия B  | 26     | 13    |

(откорректировано по состоянию на 1 мая 2012)